# Pasquale Russo Maresca

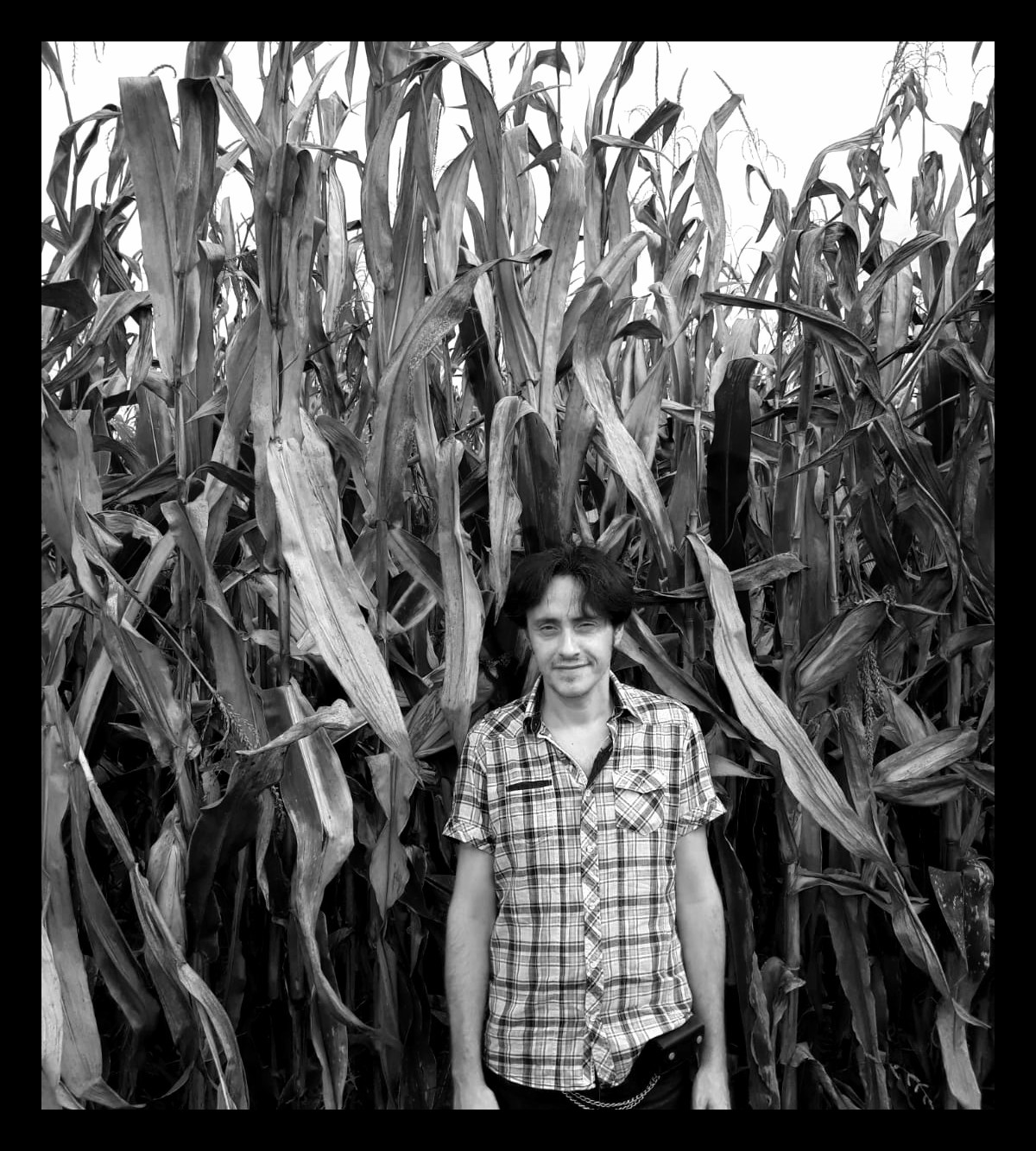
Pasquale Russo Maresca - Oaxaca, Messico, 2018

Pasquale Russo Maresca (Milano, 20 luglio 1968 – Brescia, 22 marzo 2020) è stato un pittore italiano, che visse e lavorò dividendosi tra Milano, Torino e Città del Messico.

## Biografia

### Gioventù ed esordi
Frequenta a Milano il Liceo Artistico Statale II, succursale in via Santa Marta del Liceo Artistico Statale I - "Accademia di Belle Arti di Brera con annesso Liceo Artistico".
Nel 1982, a 14 anni fa la sua prima apparizione in una Collettiva a San Giuliano Milanese.
Dopo la maturità artistica frequenta l’Accademia di Belle Arti di Brera a Milano, con studi su Michelangelo, lo studio di scultura di Nino Forestieri, elaborando un suo stile pittorico personale e lo studio del restauratore Vittorio Negri, in via Pantano, a pochi passi dall'Accademia. Al centro della sua attenzione c’è sempre l’interesse per la specie umana, cercando di costruire una figura, partendo da uno studio anatomico, dal profondo per arrivare alla superficie e quindi al contenitore. Dopo lungo studiare su tavole anatomiche e su tavole leonardesche, nell'artista prende forma l’idea che si possa giungere a una sintesi in cui l’uomo possa essere rappresentato passando dal nostro ‘400, attraversando la carnalità del nostro ‘600, sino ad arrivare ai nostri giorni.
Nel 1992, dopo l’Accademia di Brera, si dedica definitivamente alla pittura, con studi su Michelangelo, proseguendo una ricerca intensa sulla figura umana e affinando nel contempo il suo linguaggio e stile pittorico-espressivo personale.
Il 27 luglio 2000 sposa Barbara Luraghi, sua compagna fino agli ultimi minuti di vita.

### Il vecchio millennio
Nel 1993 viene selezionato dai critici Raffaele De Grada, Mario De Micheli, e Gian Alberto dell’Acqua per la Collettiva Arte Giovani di Milano Premio S.Carlo Borromeo - Museo della Permanente.

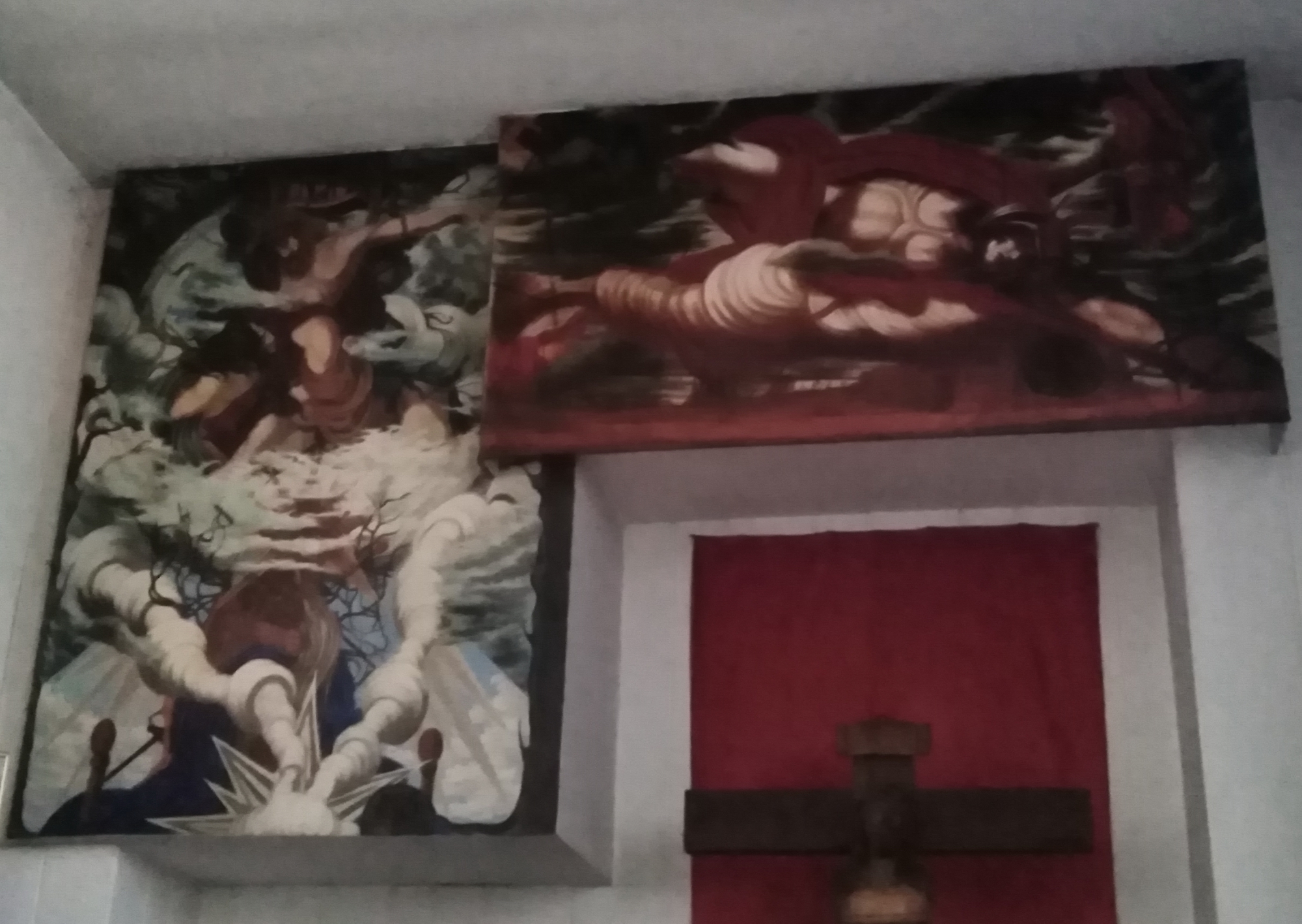
Sx: Crocefissione del Cristo - 1996 e Dx: Crocefissione di Sant'Andrea - 1995

Nel 1995 partecipa a diverse Collettive di Incisione ed espone la sua prima Personale allo spazio "Arte Bussi” di Milano; sempre nello stesso anno esegue la pala d’altare nella chiesa di Sant'Andrea in Pioltello (Mi), la Crocefissione di Sant'Andrea (cm 250 x 300)
Nel 1996 a seguito dell'opera precedente realizza, sempre presso la chiesa di Sant'Andrea di Pioltello, la Crocefissione del Cristo (cm 200 x 350).
Nel 1997 gli viene commissionata la pala d’altare per la chiesa del cimitero di Trezzo sull'Adda, Crocefissione del Cristo, tempera su tavola (cm 250 x 170) e la decorazione ad affresco della cupola.
Nel 1998 viene invitato alla III Biennale Arte Giovane Padova a Palazzo Bettanini, organizzata dal Comune di Padova in collaborazione con la Regione Veneto. Nel gennaio dello stesso anno espone in una Collettiva al Gran Hotel Duomo di Milano in occasione del premio Arte Incontro organizzato dalla Libreria Bocca.
Nel 1999 partecipa alla Collettiva Arte Giovani di Udine e il Comune di Milano, con il suo patrocinio, gli organizza un’esposizione personale nel Palazzo Sormani, con opere dal 1994 al 1999.

### Il nuovo millennio
Nel 2000 viene invitato dal Comune di Faenza ad esporre con una Personale nelle sale del Voltone della Molinella. Nello stesso anno partecipa alla Collettiva organizzata dalla Galleria Bac a Venezia e nel marzo la Banca San Paolo di Torino con la collaborazione del Comune di Torino lo invitano a partecipare al Concorso Collettivo “Una porta per Torino”. Esegue inoltre, per la chiesa di Locate Varesino, una pala d’altare “Visitazione", tempera su tavola verniciata (cm 300 x 200). Nel settembre il Comune di Urbino in concomitanza con il Comune di Rimini, organizza una Personale Itinerante di Incisione con opere dal 1999 al 2000, inoltre in occasione del concorso “Una natività per Arezzo” nella chiesa di Montevarchi, partecipa ad una Collettiva. La Fondazione Don Tonino Bello gli commissiona un’opera raffigurante la Madonna oggi conservato al Museo Diocesano di Lecce. Gli vengono inoltre commissionate 9 Pale Sacre raffiguranti la passione di Cristo per una chiesa di Trieste. Partecipa inoltre al concorso nazionale Premio Donato Frisia - Comune di Merate. Nello stesso anno don Giorgio Schieppati, parroco della chiesa di Santa Maria Assunta in Carbonate, gli commissiona una Nascita della Vergine, tavola per il presbiterio destro, tuttora esposta.
Nel 2001 è selezionato dal Comune di Imbersago per il Premio Morlotti Fondazione Corrente. Nel marzo espone alla ventottesima Biennale nazionale di Santhià. A maggio in occasione del premio Remo Gardeschi partecipa alla sesta edizione Concorso di pittura. A settembre la città di Marsala gli organizza una mostra di Pittura personale nelle sale del Convento del Carmine, a cura dell'Ente Mostra di Pittura Contemporanea e nello stesso mese partecipa alla selezione del concorso Premio Polanschi - città di Cavaion Veronese. Nello stesso anno ha luogo un incontro importante per la sua formazione professionale, sottopone in visione le sue opere al critico d’arte Vittorio Sgarbi il quale da subito lo coinvolge nel progetto del centenario della morte del Parmigianino organizzandogli nel Teatro Regio di Parma un'esposizione. Esegue una serie di anamorfosi sui volti dell’autore parmense. Inoltre viene coinvolto nel progetto “La ricerca dell’Identità” che si tiene in successione al Castello San Michele a Cagliari, all'Albergo dei Poveri a Palermo e al Polo Culturale Sant'Agostino di Ascoli Piceno.
Nel 2004 la Galleria Montrasio di Milano, gli organizza una personale, presentata da Marco Vallora, in cui sintetizza il suo progetto: raffigurare volti con caratteristiche anatomiche evolute: Sette Settimi di Volto. Partecipa al concorso Premio Morlotti Imbersago e gli viene assegnato il primo premio e la medaglia d’onore. Nello stesso anno partecipa alla mostra “Da Tiziano a De Chirico" e “La ricerca dell'Identità“ a cura di Vittorio Sgarbi.
Nel 2005 nella prestigiosa Palazzina di caccia di Stupinigi di Torino viene invitato ad esporre alla mostra curata da Vittorio Sgarbi “Il male” e porta in esposizione un’opera tridimensionale, una fase successiva sviluppata sulla base dei Sette Settimi di Volto. Nello stesso anno partecipa alla mostra nazionale di pittura contemporanea a Santhià.
Nel 2006 partecipa alla mostra “Senza Pregiudizi” a Palazzo Crispi a Napoli.
Nel 2007 espone a Palazzo Crispi con una personale Sette Settimi di Volto, a cura della Capricorno Gallery con presentazione a catalogo di Antonia Zaru, Edoardo Testori, Vittorio Sgarbi e dello stesso artista.
Nel 2009 esposizione collettiva di incisioni alla C.O.C. Gallery di New York.
Nel 2010 esposizione personale "Siete Septimos de Rostro", Biblioteca Miguel Lerdo de Tejada, Città del Messico a cura della Secretaria de Hacienda y Credito Publico de Mexico con presentazione a catalogo di Juan Manuel Herrera, Mons. Pierangelo Sequeri, Pérez y Pérez. Nello stesso anno esposizione personale “Siete Septimos de Rostro” al Museo Regional de Santiago de Querétaro nello stato di Querétaro in Messico a cura dell’architetto Bernardo Sarvide Primo. In agosto esposizione personale "Siete Septimos de Rostro" Academia de Arte Plastica San Carlos a Città del Messico a cura dell’UNAM. Sempre nel 2010 partecipa al Premio Arciere Sant'Antioco e Spoleto, a cura di Vittorio Sgarbi.
2011 esposizione personale presso Palazzo delle Stelline di Milano di “Sette Settimi di Volto”. A maggio dello stesso anno espone una personale di ”Siete Septimos de Rostro” alla Galleria Quetzcalli a Oaxaca, Messico. A giugno, ancora, esposizione "Sette Settimi di Volto" Palazzo delle Stelline di Milano. Viene invitato alla 54ª Esposizione internazionale d'arte di Venezia organizzata dalla Fondazione Biennale di Venezia, a cura di Vittorio Sgarbi con “Sette Settimi di Volto”. Nello stesso anno partecipa "Opera aperta", presso Tepotzotlán, in Messico.
2012 "I perfetti" - Galleria Taller el Perro Rojo, Košice
2013 "Sette settimi di volto: i perfetti" - Istituto Italiano di Cultura, Budapest
2014 "Descarados", esposizione personale - Biblioteca Miguel Lerdo de Tejada, a Città del Messico
2015 "Descarados" - Galeria Libertad, Santiago de Querétaro, in Messico
2016 "Architettura del Volto", discorso inaugurale di Tommaso Trini - Galleria Mainetti, Milano
2017 "Homo Marescus - Còdigo", 19 tavole in un modulo,  a cura di Tommaso Trini - Palazzo Zanardi, Guardamiglio

### Morte
Pasquale Russo Maresca è morto nel marzo del 2020, per un tumore cerebrale.

## Mostre personali
- 1995: prima personale, presso Spazio Arte Bussi, Milano
- 1999: incisioni organizzata dal comune di Milano e curata dal professor Gianfranco Grechi, Palazzo Sormani, Milano
- 2001:
  - serie di anamorfosi sui volti del Parmigianino, organizzata da Vittorio Sgarbi nell'ambito progetto del centenario della morte del Parmigianino, Teatro Regio, Parma
  - novembre, opere del 2000 e 2001 organizzata dall'associazione Artisti e Patriottica, Palazzo Belgioioso, Milano
- 2004: organizzata da Galleria Montrasio[11] e presentata da Marco Vallora[12], Galleria Montrasio[11], Milano
- 2007: Sette Settimi di Volto, a cura della Capricorno Gallery[13], con presentazione a catalogo Antonia Zaru, Edoardo Testori[14], Vittorio Sgarbi e dello stesso artista, Palazzo Crispi, Milano
- 2010:
  - Siete Septimos de Rostro, organizzata dalla Secretaría de Hacienda y Crédito Público de México, con presentazione a catalogo di Juan Manuel Herrera, Mons. Pierangelo Sequeri, Pérez y Pérez, Biblioteca Miguel Lerdo de Tejada, Città del Messico
  - Siete Septimos de Rostro, a cura dell'arch. Bernardo Sarvide Primo, Museo Regional de Santiago de Queretaro, Querétaro
  - agosto, Siete Septimos de Rostro a cura dell’UNAM, Academia de Arte Plastica San Carlos, Città del Messico
- 2011:
  - marzo, Sette Settimi di Volto[23], Palazzo delle Stelline, Milano
  - maggio, Siete Septimos de Rostro, Galleria Quetzcalli[24], Oaxaca
  - giugno, Sette Settimi di Volto[23], Palazzo delle Stelline, Milano
- 2012: "I perfetti"[16], Taller el Perro Rojo, Košice
- 2013: "Sette settimi di volto: i perfetti" - Istituto Italiano di Cultura, Budapest
- 2014 "Descarados[17]", Biblioteca Miguel Lerdo de Tejada, Città del Messico
- 2015 "Descarados[18]" - Galeria Libertad[19], Santiago de Querétaro, Città del Messico
- 2016 "Architettura del Volto[20]", discorso inaugurale di Tommaso Trini[21] - Galleria Mainetti, Milano
- 2017: Homo Marescus - Còdigo[25], 19 tavole in un modulo, a cura di Tommaso Trini[21], presso Palazzo Zanardi, Guardamiglio (PC)

## Opere nei musei e nelle chiese
- Crocefissione di Sant'Andrea - pala d’altare (cm. 250 x 300) (1995), chiesa di Sant'Andrea, Pioltello
- Crocefissione del Cristo - (cm. 200 x 350) (1996), chiesa di Sant'Andrea, Pioltello
- Crocefissione del Cristo - pala d’altare, tempera su tavola (cm 250 x 170) e decorazione ad affresco della cupola (1997), chiesa del cimitero, Trezzo sull'Adda
- Nascita della Vergine - pala d’altare, tempera su tavola verniciata (cm 300 x 200) (2000), chiesa, Locate Varesino
- Visitazione - tavola per il presbiterio destro, chiesa di Santa Maria Assunta, Carbonate
- Madonna - commissionata dalla Fondazione Don Tonino Bello (2000), Museo diocesano[6], Lecce
- Passione di Cristo - 9 pale sacre (2000), chiesa, Trieste

## Premi e riconoscimenti
- 2004: settembre, Premio Morlotti[7] - 1° come miglior dipinto e medaglia d'onore
- 2010: Riconoscimento dell'Academia de Artes Plastica San Carlos, Città del Messico

## Dicono di lui
- "Non ne avrà saputo niente Dino De Laurentis, mentre, con giovanile entusiasmo, si accingeva a produrre il suo orrifico Red Dragon, ma l'immaginazione mostruosa che ha generato il suo personaggio principale era già tutta nella mente di un giovane pittore, visionario e febbrile: Pasquale Russo Maresca. In grandi disegni e tempere, questo artista, ossessionato dal disegno, fa rivivere la grande stagione del Manierismo italiano, con una lunga rincorsa che dai nudi di Signorelli ad Orvieto si lancia fino a Wildt e al dimenticatissimo Pallafacchina. Naturalmente i punti forti di questa visione sono Michelangelo, Pontormo, Rosso, Parmigianino, Pellegrino Tibaldi, Jacopino Del Conte, manieristi di sangue purissimo; ma si avverte, osservandone i disegni, che l'ossessione di Maresca genera un Manierismo del Manierismo con una moltiplicazione esponenziale degli effetti, che ha il suo corrispondente più esplicito nel Vir temporis acti di Wildt. E qui appare ancora più motivato il collegamento con il protagonista del film Red Dragon. Qual è, infatti, il punto naturale di passaggio fra Michelangelo e Wildt? E' il film a raccontarcelo, e anche attraverso il procedimento magico di assumere le qualità del proprio idolo, mangiandolo. Così il folle protagonista del film, in un'incursione al gabinetto dei disegni del Museo, non resiste alla tentazione e, cori or: impulso irresistibile, divora, letteralmente, un disegno visionario, infernale, di William Blake. Russo Maresca nella sua lunga digestione di mostri del disegno ha certamente divorato numerosi disegni di Blake cercando di capirne l'anima. Il risultato è straordinario: fasce muscolari, grappoli di forme crescenti, allungamenti, deformazioni, anamorfosi, delle tavole anatomiche del Vasalio, come delle teste ossute di Wildt. Anamorfosi, comunque nell'alterazione di una visione che non conosce limiti e che si espande in dimensioni incontrollate. Non si tratta di scenografie, non è teatro, è evidente necessità espressiva, tormento religioso della forma. Pasquale Russo Maresca è un mistico e da immagini alle parole di Vittoria Colonna e di San Giovanni della Croce, in una dichiarata ascesi mistica, nel culto purissimo, idolatrato, delle forme. Lo spirito che è in lui, l'ansia senza limite, sono le numerose forme che ha mangiato.  Nel delirio della visione, dopo aver ricostruito a memoria il corpo glorioso di Michelangelo e di William Blake, Russo Maresca ha incrociato le visioni interminate del Parmigianino e ha pensato bene di riprendere la matita dove suo fratello maggiore l'aveva lasciata. In tal modo Parmigianino continua a vivere, tra ricordi e ritorni, in un'ossessione febbrile e impietosa, verso se stesso soprattutto. Così è nata una serie di carte di diverse dimensioni in cui, come in specchi deformati, si riflettono i volti amati della Vergine di Antea, della Schiava Turca. Si allungano, si schiacciano, si appiattiscono in un esercizio di anamorfosi e insieme di ginnastica formale. Russo Maresca entra nel pensiero del disegno e lo ripercorre con spirito innocente. Il suo procedimento è retroattivo rispetto alla maniera: la semplifica, non la intensifica. Il suo rapporto con Parmigianino è incolpevole, senza peccato originale, non gli si può chiedere di condividerne il tormento. Russo Maresca cerca l'estasi, la beatitudine dello sguardo, la consolazione de dolore nella forma, in un continuo allegro musicale. Così a Parma l'arte non muore." Vittorio Sgarbi - Mangiare Parmigianino, 2002 - Pasquale Russo Maresca - Sette Settimi di Volto, Palazzo Crispi, marzo 2007 a cura di Antonina Zaru - Catalogo Mostra
- "Dipingere può contribuire a modificare il corredo genetico alla nostra specie? La storia delle arti già ricca di influenze dirette sui costumi dei popoli. Adesso affaccia ipotesi creative sulle modifiche del corpo, dei sensi, delle energie psicofisiche. Danza e teatro affinano esperienze del volo in scena, simili alle fluttuazioni astronomiche nel vuoto. Scultura, pittura, video, film, inscenano metamorfosi realistiche di ibridi, chirurgie, reti cerebrali, criogenetica umana, e altre varianti dell’umana storia del vivente; per non parlare di tatoo e bioarte. Monta l’evoluzionismo figurale laddove scema l’avanguardia oggettuale. Le arti aprono il linguaggio all’ evoluzione dello stesso genoma umano, immaginando mutazioni delle nature viventi, in sintonia con gli esperimenti tecno-scientifici, quando non in anticipo. Tale è lo sfondo cui ci rivolgono i quadri conturbanti di Maresca, dove i crani dilatati con occhi non più solo frontali ispirano un homo marescus, futuribile ma antico...", saggio[26] di Tommaso Trini[21]
- "Il linguaggio di Russo mostra una maturità di pensiero, che nella sua violenza costruisce, scomponendo e riassemblando i volti ossuti, una forma nuova a 'sette settimi'." - nota a catalogo della mostra: “I perfetti[16]"
- "Per molti anni ho raccolto appunti in firma di quadri (disegni-dipinti) senza avere alcuna intenzione sulla conclusione di questo argomento. Ormai da tempo studio la figura umana e nelle mie osservazioni ho messo in luce l'evoluzione che le forme-proporzioni possono assumere, codificandole attraverso regole-codici, arrivando a riscrivere una possibile forma del corpo umano. Man mano che lavoravo prendeva piede l'idea che l'unico scopo di questo percorso era trovare una giusta collocazione di proporzioni tra materia forma e spazio-vuoto. La cosa che più mi impensieriva era il rapporto che esisteva tra la figura e la superficie, tra i vuoti e pieni, passando da un processo di sezionamento (in cui la figura generava delle dinamiche e distanze-proporzioni) in una fase di ricostruzione-assemblaggio (dove la ragione e l'intuito potevano controllare i vuoti e quindi la figura). Mettevo in pratica tutti gli insegnamenti-studi da me effettuati e così facendo concepivo il mio canone anatomico: Sette Settimi di Volto, unità di misura con la quale il volto e il corpo vengono smembrati e ricostruiti inserendo nei vuoti un pieno illusorio. La figura umana viene ricostruita secondo un criterio evoluto, passando da un'anamorfosi, cioè un'illusione ottica-riflesso, ad una costruzione plastica ben definita su un equilibrio completo.  Ecco... le proporzioni sono emerse dalla superficie di questa idea, sono qui, prodigiosamente visibili e tutto mi sembra misteriosamente organizzato, affinché io possa condividerle." - Pasquale Russo Maresca[27] - Cornaredo, dicembre 1999
- "I personaggi dei miei quadri sono soggetti prima che persone." - Definizione delle proprie opere - Pasquale Russo Maresca[27]

## Apparizioni televisive
L'artista viene invitato a parlare della sua opera artistica in programmi televisivi, tra i quali ricordiamo:
- Quelli che il calcio, RAI di Fabio Fazio - esecuzione del ritratto di Idris (Edrissa Sanneh) in diretta